# Bisdom Harrisburg
Het bisdom Harrisburg (Latijn: Dioecesis Harrisburgensis) is een rooms-katholiek bisdom met als zetel Harrisburg, in de Amerikaanse staat Pennsylvania. Het bisdom is suffragaan aan het aartsbisdom Philadelphia. 

## Geschiedenis
Het bisdom werd opgericht op 3 maart 1868, uit delen van het bisdom Philadelphia, en was suffragaan aan het aartsbisdom Baltimore. Op 12 februari 1875 veranderde het van kerkprovincie en werd suffragaan aan het aartsbisdom Philadelphia. Op 30 mei 1901 verloor het gebied bij de oprichting van het bisdom Altoona. 

## Parochies
Het bisdom had in 2021 een oppervlakte van 19.839 km2 en telde 2.304.000 inwoners waarvan 10,8% rooms-katholiek was.

## Bisschoppen
- Jeremiah Francis Shanahan (3 maart 1868 - 24 september 1886)
- Thomas McGovern (9 januari 1888 - 25 juli 1898)
- John Walter Shanahan (7 januari 1899 - 19 februari 1916)
- Philip Richard McDevitt (10 juli 1916 - 11 november 1935)
- George Leo Leech (19 december 1935 - 19 oktober 1971; hulpbisschop sinds 6 juli 1935)
  - Lawrence Frederik Schott (hulpbisschop: 1 maart 1956 - 11 maart 1963)
- Joseph Thomas Daley (19 oktober 1971 - 2 september 1983; hulpbisschop sinds 25 november 1963, coadjutor sinds 31 juli 1967)
- William Henry Keeler (10 november 1983 - 11 april 1989; hulpbisschop sinds 24 juli 1979, kardinaal in 1994)
- Nicholas Carmen Dattilo (21 november 1989 - 5 maart 2004)
- Kevin Carl Rhoades (14 oktober 2004 - 14 november 2009)
- Joseph Patrick McFadden (22 juni 2010 - 2 mei 2013)
- Ronald William Gainer (24 januari 2014 - 25 april 2023)
- Timothy Christian Senior (25 april 2023 - heden)

## Galerij van afbeeldingen

Wapen van het bisdom
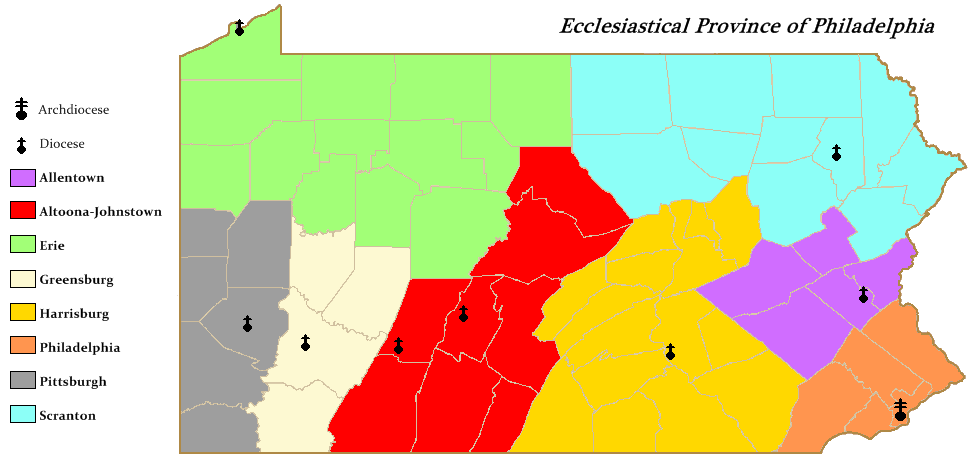
Kerkprovincie met aartsbisdom en suffragane bisdommen
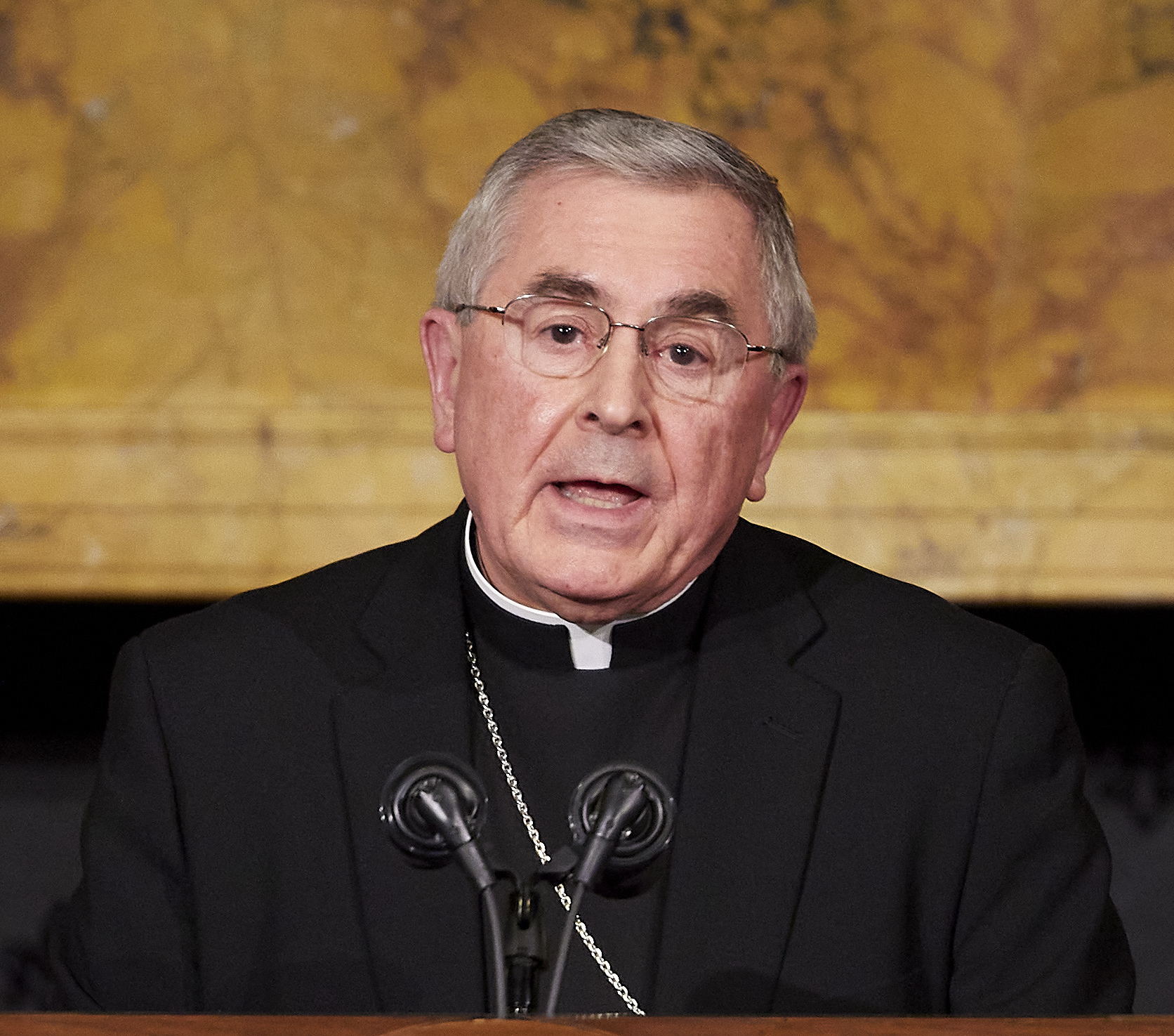
Bisschop Ronald William Gainer (2014-2023)

Philadelphia (aartsbisdom) · Allentown · Altoona-Johnstown · Erie · Greensburg · Harrisburg · Pittsburgh · Scranton
Voormalig: Allegheny